# 横浜市役所
横浜市役所（よこはましやくしょ）は、地方公共団体である横浜市の執行機関としての事務を行う施設である。現市庁舎は8代目で、中区本町に置かれている。
2020年1月31日には北仲通南地区（馬車道駅・桜木町駅付近）に8代目の新市庁舎が完成。同年4月13日に先行して都市整備局と温暖化対策統括本部が移転し、同年6月1日正式移転（例規上）、同月29日にかけて横浜市会を含めて全面移転が行われた（移転の詳細は後述）。約6400人の職員が勤務する。

## 概要
先代の7代目市庁舎は横浜開港100年記念事業の一つとして村野藤吾により設計され、1959年（昭和34年）に関内駅の東側に竣工した。戦後モダニズム建築の名作として知られていたが、市の成長とともに手狭となり、市庁舎に入りきれなくなった部局が周辺の民間ビルなど約20カ所に分散して入居する有様であった。
市は、2007年（平成19年）から2009年（平成21年）にかけ本庁舎の耐震補強工事を実施した。工事の総費用は約62億5千万円（行政棟が約50億円、市会棟が約12億5千万円）。
ところが2011年（平成23年）の東日本大震災の発生を受け、巨大地震に際しての耐震性の問題や危機管理機能強化の必要性から、市庁舎の移転・建て替えの議論が始まり、北仲通南地区（中区本町6丁目）への「全面移転案」と、北仲通南地区と現庁舎（港町）からなる「分庁舎案」などを検討した結果、2013年（平成25年）3月28日、「全面移転」を柱とする「新市庁舎整備基本構想」を策定した。
公共工事は設計・施工分離の場合が多いが、市では今回の市役所の本体工事を、「高度技術提案（設計・施工一括）型総合評価落札方式」いわゆるデザインビルド方式で発注。一般競争入札により、2015年（平成27年）12月に竹中工務店・西松建設JVを落札者に選定した。デザインビルド方式とした理由の1つは、2020年（令和2年）6月から旧庁舎を東京五輪のプレスセンターなどとして使うことが決まっており、4年半に満たない短期間で、設計と施工を終える必要があったためである。
デザインビルド方式は、高度な技術の導入や工期短縮、コストの合理化といった効果を得られる一方、設計の質の担保が課題とされる。そこで市では入札条件の1つに、第三者的な立場から設計の内容をアドバイスする「デザイン監修者」を立てることを掲げた。それに則り、竹中・西松JV側では槇文彦をデザイン監修者、監理にNTTファシリティーズを加え、2段構えの第三者的な視点を備えて、事業の透明性を確保する監理体制を構築してプロジェクトに取り組むことになった。
施設構成
超高層ビル（地上32階・地下2階、高さ約155m）の新市庁舎は、旧庁舎から約800m北西の北仲通南地区（中区本町6丁目）に2020年（令和2年）1月31日に竣工、6月29日に開庁した（「北仲通地区#北仲通南地区」も参照、また移転後における旧市庁舎の跡地開発については後節を参照）。

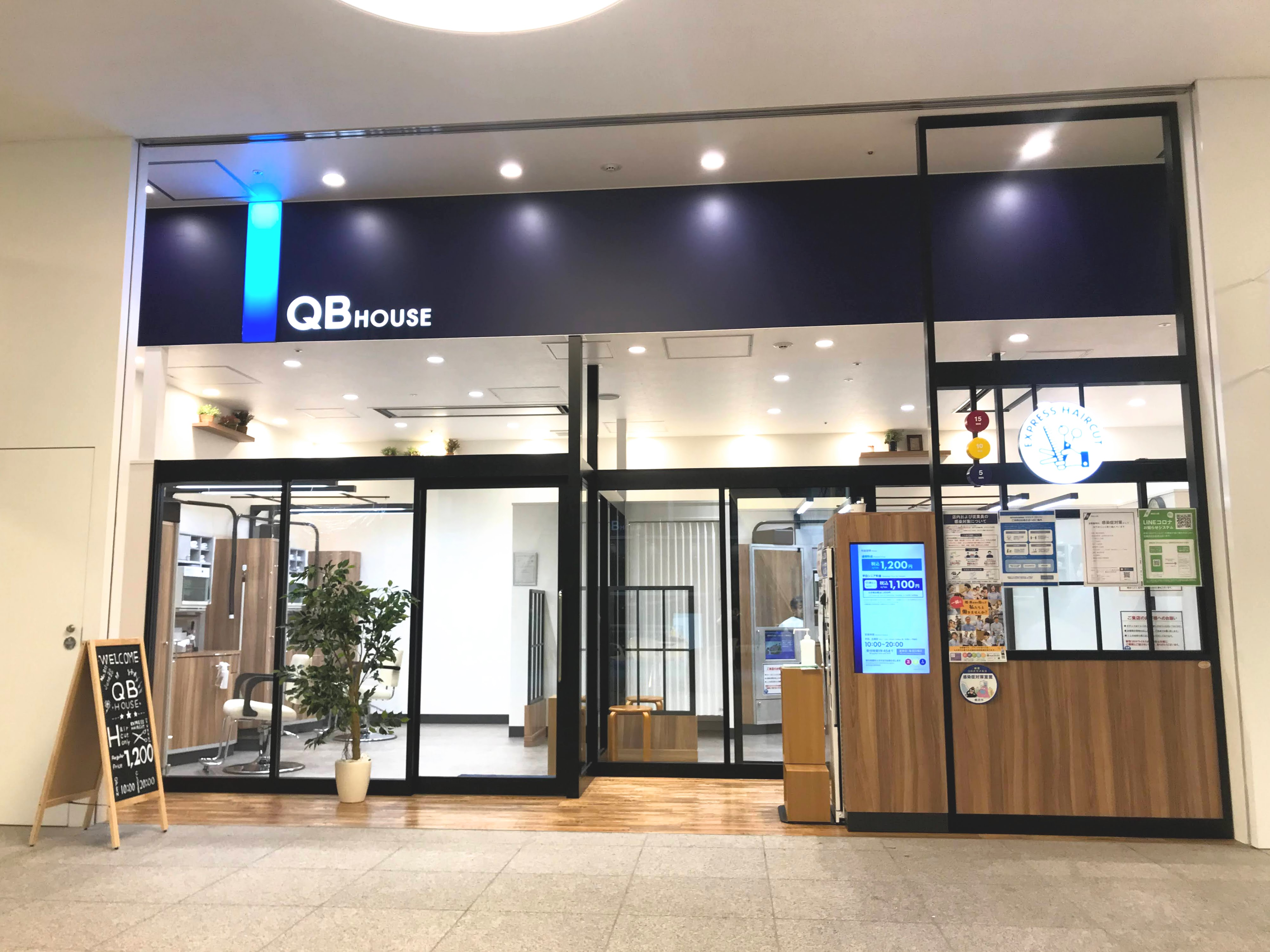
1階に出店しているQBハウス 横浜市役所店。通常店舗よりも落ち着いた色合いになっている。

新庁舎は再開発の進む北仲通地区に所在し、南から西にかけては、古くから栄えてきた関内、野毛といった地区につながる一方で、運河を挟んだ北側には1980年代以降に開発されたみなとみらい21 (MM21) 地区が広がる。そうした横浜を代表する各地区の結節点に位置するため、市では市役所を市民や街に開き、にぎわいを呼び込む空間にしようと、地上1階から3階までの低層部には商業施設やアトリウムを設け、日曜などの閉庁日も開放している。1、2階の商業施設「ラクシス フロント」はプロポーザルでマスターリース事業者に選定された京急電鉄が運営し、飲食店など19店が入居。建物東側のアトリウムは、最寄りの馬車道駅に直結しイベント会場としても使用できるほか、3階西側にある「市民ラウンジ」からは足元にある大岡川や運河の向こうに広がるMM21地区の風景が一望できる。また大岡川沿いのプロムナードまで、この市役所の低層部は周辺エリアとつながる街としてつくり込まれている。
庁舎としての機能は3階以上のフロアに入り、高層部が市役所機能、中層部が議会機能で構成される。議場には防音設備やベビーベットを備えた「親子傍聴室」を2部屋設け、あらゆる市民が気兼ねなく議場に足を運べるよう工夫をしたとされる。
かつて横浜の港は生糸の輸出で栄え、近代日本の発展を支えた。そうした都市の記憶を市役所の建物に残そうと、外装は微妙な白のグラデーションで表現された。東西面のファサードにおける白いセラミック焼き付けを施した合わせガラスが、建物の白さを引き立てている。
2022年には日本建設業連合会主催の第63回BCS賞を受賞した。
防災・環境対策
2階と3階の間に中間免震層を設け、4階を設備フロアとした。庁舎機能を中間免震の上に配置することで、3階から出発するエレベーターでの移動を含め、災害時も機能を維持できる万全の事業継続計画（BCP）が練られている。
環境負荷低減の方策として、外気を取り入れて熱負荷を抑えるダブルスキンの外皮や、放射式冷暖房の天井パネルなどを採用したほか、超高層ビルでは珍しい自然換気を取り入れた。
呼称
市役所の建物に対する呼称として横浜市公式ウェブサイトや市営地下鉄の案内放送などでは、これまで「横浜市庁舎」の呼び名が用いられてきた。また、市役所前のバス停や交差点も横浜市電が運行されていた頃から「市庁前」と呼ばれており、市内の各区役所も保健所や図書館などを併設して、○○区総合庁舎と呼ばれることが多い。しかし、2020年の移転を機に市の意向では「横浜市役所」という呼称に統一（市庁舎内の表記など）する方針を採り、馬車道駅に同年6月導入された副駅名も「横浜市役所」となった。

## 歴代市庁舎
- 初代（1889年〜1911年）[12]

横浜市本町一丁目
本町1丁目にあった横浜電信分局の建物を利用した。レンガ造り2階建て。
- 2代目（1911年〜1923年）

横浜市港町一丁目
高島嘉右衛門の魚市場跡地（4・7代目と同じ場所）に建設。レンガ造り3階建ての建物。1923年の関東大震災で焼失。
- 3代目（1923年〜1925年）

横浜市桜木町一丁目
先代の庁舎が関東大震災で焼失したため、桜木町一丁目にあった中央職業紹介所を臨時市庁舎として使用。
- 4代目（1925年〜1944年）

横浜市中区港町一丁目
国鉄（現：JR東日本）関内駅前に木造2階建てで建設。
- 5代目（1944年〜1950年）

横浜市西区老松町27番地
第二次世界大戦の空襲を避けるため、横浜市西区老松町27番地（野毛山の老松国民学校、現在の横浜市立老松中学校の場所）に疎開する。鉄筋コンクリート造り3階建て。
- 6代目（1950年〜1959年）

横浜市神奈川区反町26番地
日本貿易博覧会神奈川会場（現在の反町公園一帯）の建物へ移転。木造2階建て。
- 7代目（1959年〜2020年）

横浜市中区港町一丁目1番
開港100周年を記念して、4代目と同じく国鉄関内駅前に建設。設計は村野藤吾。鉄筋コンクリート造り、地上8階・地下1階建て。2018年にDOCOMOMO JAPAN選定 日本におけるモダン・ムーブメントの建築に認定されている。
移転後の跡地では後節の再開発が進められ、行政棟のみホテルとして保存・活用される予定である。また、行政棟は2025年8月に戦後の建築物としては初めての横浜市認定歴史的建造物に認定されている。
- 8代目（2020年〜現在）

横浜市中区本町6丁目50番地の10
2020年に北仲通南地区に建設された現在の庁舎に移転。地上32階（高さ約155m）・地下2階建て。みなとみらい線の馬車道駅に直結するほか、JR桜木町駅方面ともペデストリアンデッキ「さくらみらい橋」で接続。また、北仲通北地区とは栄本町線を横断する「北仲クロスデッキ」で接続している（「北仲通地区#地区別の開発概要」も参照）。
- 初代市庁舎
- 2代目市庁舎
- 関東大震災で焼失した2代目市庁舎
- 3代目市庁舎
- 4代目市庁舎
- 7代目市庁舎

## 所在地・アクセス
神奈川県横浜市中区本町6丁目50番地の10
- 横浜市営地下鉄ブルーライン・JR根岸線 - 桜木町駅より徒歩3分
- 横浜高速鉄道みなとみらい線 - 馬車道駅1c出口よりすぐ

## 業務時間
- 月曜日から金曜日の8時45分から17時15分（土曜日・日曜日・祝日・年末年始を除く）

## 7代目庁舎跡地の再開発
市役所機能が8代目庁舎に移転した後の旧7代目庁舎跡地（旧市庁舎街区）には、三井不動産を代表者とし、鹿島建設、京浜急行電鉄、第一生命保険、竹中工務店、DeNA、東急と、星野リゾートの全額出資子会社である関内ホテルマネジメント（以上計8社のコンソーシアム「KANNAI 8 (カンナイエイト)」）による再開発「BASEGATE横浜関内」が計画されており、2022年7月の着工（既存建物の解体工事は2021年10月より着手）後、全体の完成は2025年12月末（グランドオープンは2026年春）を予定している（敷地の借地期間：工事期間も含めて78年間を想定/運営期間のみでは70年間）。
なお、関内駅北側の再開発エリア「関内駅前地区」において当地（旧市庁舎街区）はA地区に該当しており、周辺でも再開発が検討・計画されている。西側のB地区（民間街区）では三菱地所などによる2棟の複合ビルが計画されており、このうち当地に隣接する関内駅前港町地区では高さ約170m・地上32階建ての超高層ビルを、さらにその隣接地のセルテなどがある関内駅前北口地区では高さ約106m・地上20階の超高層ビルをそれぞれ建設し、いずれも2029年度完成目標である。全て完成すると関内駅前に3棟のビルが並ぶこととなり、これら3地区は歩行者デッキでも接続される。
再開発計画の概要
旧市庁舎街区「BASEGATE横浜関内」の開発コンセプトは「MINATO-MACHI LIVE（みなとまち ライブ）」で、旧市庁舎行政棟を保存・活用するなど新旧融合を図り、エンターテインメント・イノベーション拠点となる新たな街を創造することを目指している。
7代目庁舎のうち行政棟3〜8階は星野リゾートのレガシーホテル（OMO7横浜 by 星野リゾート）として活用される。行政棟1・2階と横浜公園側に増築された「スタジアムサイドテラス」は商業施設となり、飲食ゾーンのほか初期の情報ではテラス部分に有隣堂のライブ書店などが入るとされていた。市会棟は解体したのち、尾上町通り側にタワー棟（地上33階建ての超高層ビル）が建設され、高層階の11〜33階はオフィス・大学、低層階には新産業創造拠点やエデュテインメント施設「Wonderia (ワンダリア)」などが入る予定で、産学連携やイノベーション（新産業）の創出を目指した複合的なフロア構成となっている。また、根岸線関内駅の駅前広場側には、DeNAの運営によるライブビューイングアリーナも開設される。さらに、これらの建物を接続するデッキも整備され、このデッキは横浜スタジアム・横浜公園方面にも延伸・接続（みなと大通り頭上に架かるデッキは横浜市が整備）される。
なお、タワー棟は当初高さ約161m・地上30階建てとされていたが、2020年3月に縦覧が行われた「横浜市現市庁舎街区活用事業に係る配慮市長意見書」では、建物の規模が最高部高さ約180m（軒高約170m）・地上34階建てに拡大、さらに2021年8月に縦覧が行われた「横浜市現市庁舎街区活用事業に係る環境影響評価書」では、建物の規模が最高部高さ約170m（軒高約170m）・地上33階建てに変更されている。
敷地内の交通結節拠点からは京急・東急・WILLER EXPRESSにより羽田空港・鎌倉・箱根への高速バスが運行されるほか、既存のオープントップバスの乗り入れや低速度の電動乗合自動車であるグリーンスローモビリティの導入も計画されている。